# Tony Sylva
Tony Mario Sylva (Guédiawaye, 17 maggio 1975) è un ex calciatore senegalese.

## Carriera
Sylva ha giocato nel Trabzonspor dal 2008 alla fine del 2010. Precedentemente aveva militato nell'Ajaccio, nel Monaco e nel LOSC Lille. Il senegalese ha guadagnato celebrità per aver condotto la propria nazionale ai Mondiali 2002 in Corea e Giappone, dove gli africani riuscirono a raggiungere i quarti di finale perdendo solo contro la Turchia con un golden gol. Fino al 2022 fu il miglior risultato raggiunto da una Nazionale africana in un Campionato mondiale, alla pari col Camerun (quarti di finale di Italia 1990) e con il Ghana (quarti di finale di Sudafrica 2010). Record battuto dal Marocco, semifinalista a Qatar 2022.

## Palmarès

### Club

#### Competizioni Nazionali
- Campionato francese: 1

Monaco: 1999-2000
- Coppa di Lega francese: 1

Monaco: 2002-2003
- Coppa di Turchia: 1

Trabzonspor: 2009-2010